# 高體柯氏海龍
高體柯氏海龍（学名：Kaupus costatus）为輻鰭魚綱棘背魚目海龍魚科柯氏海龍屬的其中一種，該物種分布於東印度洋的南澳大利亞海域，棲息深度可達50公尺，體長可達12.9公分，棲息在海草床，卵胎生。